# Dolichomitus messor
Dolichomitus messor là một loài tò vò trong họ Ichneumonidae.